# Mistrovství světa ve florbale do 19 let 2021
Mistrovství světa ve florbale mužů do 19 let 2021 bylo 11. ročníkem mistrovství světa juniorů. Mistrovství se konalo od 25. do 29. srpna 2021, poté co bylo kvůli pandemii covidu-19 odloženo z tradičního termínu na přelomu dubna a května. Mistrovství se hrálo v Česku, konkrétně v Brně v městské hale Vodova.
Český tým obhájil první místo z předchozího mistrovství.
Pro přetrvávající omezení z důvodů opatření proti šíření pandemie covidu-19 se turnaje zúčastnily jen evropské země.

## Kvalifikace

Pořadatel (Česko)
Nasazení na základě pořadí na minulém mistrovství
Kvalifikovaní na základě pořadí v žebříčku
Nekvalifikovaní a odhlášení

Závěrečného turnaje se poprvé mělo zúčastnit 16 národních týmů. Bylo zrušeno rozdělení na divize A a B z minulých mistrovství.
Nejlepších devět reprezentací z předchozího mistrovství v roce 2019 bylo nasazeno přímo. Byli to všichni účastníci divize A, tedy reprezentace Česka, Švédska, Finska, Švýcarska, Lotyšska, Slovenska, Dánska a Norska, a vítěz divize B, tedy reprezentace Německa.
O zbývajících sedmi místech se mělo rozhodnout na podzim 2020 v regionálních kvalifikacích, v asijsko-oceánské v Singapuru, ve dvou evropských v italském Lignano Sabbiadoro a polském Łochówu a v americké v texaském Arlingtonu. Z důvodů opatření proti šíření pandemie covidu-19 byly kvalifikace nejdříve opakovaně odkládány, v listopadu 2020 byla zrušena asijsko-oceánská kvalifikace a v lednu 2021 byly zrušeny i zbývající. Na mistrovství se z rozhodnutí IFF kvalifikovaly týmy podle postavení ve světovém žebříčku. Z asijsko-oceánského regionu jsou to Japonsko, Nový Zéland a Austrálie, z Ameriky Kanada, a z Evropy Polsko, Rusko a Slovinsko.
Na začátku července 2021 se pro přetrvávající omezení z turnaje odhlásily všechny mimoevropské týmy a Norsko a Rusko. Odhlášené týmy byly rozhodnutím IFF částečně nahrazeny Estonskem, Rakouskem, Belgií, Itálií a Maďarskem, podle jejich postavení v žebříčku a možnosti zúčastnit se šampionátu.
| Akce                                                         | Místenky | Kvalifikovaní | Poř. 2019 | Počet účastí | Po sobě | Posl. účast | Nejlepší umístění                       |
| ------------------------------------------------------------ | -------- | ------------- | --------- | ------------ | ------- | ----------- | --------------------------------------- |
| Nejlépe umístěné země na předchozím mistrovství (bez Norska) | 8        | Česko         | 1.        | 11           | 11      | 2019        | Vítězové (2019)                         |
| Nejlépe umístěné země na předchozím mistrovství (bez Norska) | 8        | Švédsko       | 2.        | 11           | 11      | 2019        | Vítězové (2001, 2005, 2007, 2009, 2013) |
| Nejlépe umístěné země na předchozím mistrovství (bez Norska) | 8        | Finsko        | 3.        | 11           | 11      | 2019        | Vítězové (2003, 2011, 2015, 2017)       |
| Nejlépe umístěné země na předchozím mistrovství (bez Norska) | 8        | Švýcarsko     | 4.        | 11           | 11      | 2019        | 2. místo (2001, 2013, 2015)             |
| Nejlépe umístěné země na předchozím mistrovství (bez Norska) | 8        | Lotyšsko      | 5.        | 11           | 11      | 2019        | 4. místo (2001, 2005)                   |
| Nejlépe umístěné země na předchozím mistrovství (bez Norska) | 8        | Slovensko     | 6.        | 8            | 8       | 2019        | 5. místo (2015)                         |
| Nejlépe umístěné země na předchozím mistrovství (bez Norska) | 8        | Dánsko        | 7.        | 8            | 3       | 2019        | 6. místo (2017)                         |
| Nejlépe umístěné země na předchozím mistrovství (bez Norska) | 8        | Německo       | 9.        | 2            | 1       | 2001        | 9. místo (2019 – divize B)              |
| Nejvýše postavené evropské země                              | 2        | Polsko        | 12.       | 6            | 1       | 2017        | 6. místo (2015)                         |
| Nejvýše postavené evropské země                              | 2        | Slovinsko     | 10.       | 1            | 1       | –           | 10. místo (2019 – divize B)             |
| Dodatečně přihlášené země                                    | 5        | Estonsko      | 17.       | 3            | 1       | 2011        | 8. místo (2011)                         |
| Dodatečně přihlášené země                                    | 5        | Maďarsko      | 18.       | 2            | 1       | 2001        | 10. místo (2011 – divize B)             |
| Dodatečně přihlášené země                                    | 5        | Rakousko      | 19.       | 1            | 1       | –           | 14. místo (2009 – divize B)             |
| Dodatečně přihlášené země                                    | 5        | Belgie        | 22.       | 1            | 1       | –           | –                                       |
| Dodatečně přihlášené země                                    | 5        | Itálie        | 24.       | 1            | 1       | –           | 15. místo (2007 – divize B)             |

## Místo konání
| Brno                                  |
| ------------------------------------- |
| Sportovní hala Vodova Kapacita: 2 900 |
|                                       |

Zdroj:

## Los skupin
Los turnaje proběhl 16. prosince 2020. 16 účastnických týmů bylo rozděleno do čtyř skupin (A, B, C a D). Do skupin A a B se losovalo mezi nejlepšími týmy z předchozího mistrovství v roce 2019, do skupin C a D mezi ostatními. Týmy, o jejichž účasti v okamžiku losování nebylo ještě rozhodnuto z důvodu odložených (a později zrušených) kvalifikací, se losovaly "naslepo". Vybrané týmy byly později zařazeny podle pořadí v žebříčku. Protože odhlášené týmy nebyly kompletně nahrazeny, zbyly ve skupině D jen tři týmy.

## Skupinová fáze

### Skupina A
| Poř. | Tým       | Z | V | R | P | VG | IG | +/- | B |
| ---- | --------- | - | - | - | - | -- | -- | --- | - |
| 1.   | Finsko    | 3 | 3 | 0 | 0 | 33 | 12 | +21 | 6 |
| 2.   | Česko     | 3 | 2 | 0 | 1 | 29 | 10 | +19 | 4 |
| 3.   | Lotyšsko  | 3 | 1 | 0 | 2 | 20 | 36 | -16 | 2 |
| 4.   | Slovensko | 3 | 0 | 0 | 3 | 16 | 40 | -24 | 0 |

| 25. srpna 2021 9:30 | Slovensko | 10 : 14 (3:4, 6:3, 1:7) | Lotyšsko | Sportovní hala Vodova, Brno Návštěvnost: 304 |  |

| Zpráva |

| 25. srpna 2021 18:40 | Česko | 4 : 6 (2:1, 2:2, 0:3) | Finsko | Sportovní hala Vodova, Brno Návštěvnost: 1272 |  |

| Zpráva |

| 26. srpna 2021 12:30 | Finsko | 14 : 4 (2:1, 7:2, 5:1) | Lotyšsko | Sportovní hala Vodova, Brno Návštěvnost: 343 |  |

| Zpráva |

| 26. srpna 2021 18:30 | Česko | 13 : 2 (3:0, 5:1, 5:1) | Slovensko | Sportovní hala Vodova, Brno Návštěvnost: 1068 |  |

| Zpráva |

| 27. srpna 2021 9:15 | Finsko | 13 : 4 (3:3, 3:0, 7:1) | Slovensko | Sportovní hala Vodova, Brno Návštěvnost: 255 |  |

| Zpráva |

| 27. srpna 2021 15:15 | Lotyšsko | 2 : 12 (1:4, 0:2, 1:6) | Česko | Sportovní hala Vodova, Brno Návštěvnost: 603 |  |

| Zpráva |

### Skupina B
| Poř. | Tým       | Z | V | R | P | VG | IG | +/- | B |
| ---- | --------- | - | - | - | - | -- | -- | --- | - |
| 1.   | Švédsko   | 3 | 3 | 0 | 0 | 31 | 3  | +28 | 6 |
| 2.   | Švýcarsko | 3 | 2 | 0 | 1 | 24 | 10 | +14 | 4 |
| 3.   | Německo   | 3 | 1 | 0 | 2 | 10 | 26 | -16 | 2 |
| 4.   | Dánsko    | 3 | 0 | 0 | 3 | 6  | 31 | -25 | 0 |

| 25. srpna 2021 12:30 | Švýcarsko | 13 : 2 (4:1, 8:1, 1:0) | Dánsko | Sportovní hala Vodova, Brno Návštěvnost: 317 |  |

| Zpráva |

| 25. srpna 2021 15:30 | Německo | 2 : 13 (1:4, 1:5, 0:4) | Švédsko | Sportovní hala Vodova, Brno Návštěvnost: 471 |  |

| Zpráva |

| 26. srpna 2021 9:30 | Švýcarsko | 9 : 1 (1:0, 3:1, 5:0) | Německo | Sportovní hala Vodova, Brno Návštěvnost: 279 |  |

| Zpráva |

| 26. srpna 2021 15:30 | Švédsko | 11 : 0 (3:0, 6:0, 2:0) | Dánsko | Sportovní hala Vodova, Brno Návštěvnost: 306 |  |

| Zpráva |

| 27. srpna 2021 12:15 | Dánsko | 4 : 7 (2:1, 1:4, 1:2) | Německo | Sportovní hala Vodova, Brno Návštěvnost: 285 |  |

| Zpráva |

| 27. srpna 2021 18:15 | Švédsko | 7 : 1 (1:0, 2:0, 4:1) | Švýcarsko | Sportovní hala Vodova, Brno Návštěvnost: 585 |  |

| Zpráva |

### Skupina C
| Poř. | Tým       | Z | V | R | P | VG | IG | +/- | B |
| ---- | --------- | - | - | - | - | -- | -- | --- | - |
| 1.   | Estonsko  | 3 | 2 | 1 | 0 | 19 | 9  | +10 | 5 |
| 2.   | Slovinsko | 3 | 2 | 1 | 0 | 22 | 14 | +8  | 5 |
| 3.   | Belgie    | 3 | 1 | 0 | 2 | 11 | 18 | -7  | 2 |
| 4.   | Maďarsko  | 3 | 0 | 0 | 3 | 14 | 25 | -11 | 0 |

| 25. srpna 2021 10:00 | Belgie | 2 : 6 (1:1, 0:3, 1:2) | Estonsko | Sportovní hala Vodova (stará), Brno Návštěvnost: 100 |  |

| Zpráva |

| 25. srpna 2021 16:00 | Maďarsko | 7 : 10 (2:5, 2:2, 3:3) | Slovinsko | Sportovní hala Vodova (stará), Brno Návštěvnost: 138 |  |

| Zpráva |

| 26. srpna 2021 13:00 | Maďarsko | 5 : 7 (1:1, 1:0, 3:6) | Belgie | Sportovní hala Vodova (stará), Brno Návštěvnost: 103 |  |

| Zpráva |

| 26. srpna 2021 16:00 | Slovinsko | 5 : 5 (0:2, 0:1, 5:2) | Estonsko | Sportovní hala Vodova (stará), Brno Návštěvnost: 146 |  |

| Zpráva |

| 27. srpna 2021 13:00 | Slovinsko | 7 : 2 (3:0, 1:1, 3:1) | Belgie | Sportovní hala Vodova (stará), Brno Návštěvnost: 124 |  |

| Zpráva |

| 27. srpna 2021 16:00 | Estonsko | 8 : 2 (5:0, 1:1, 2:1) | Maďarsko | Sportovní hala Vodova (stará), Brno Návštěvnost: 111 |  |

| Zpráva |

### Skupina D
| Poř. | Tým      | Z | V | R | P | VG | IG | +/- | B |
| ---- | -------- | - | - | - | - | -- | -- | --- | - |
| 1.   | Polsko   | 2 | 2 | 0 | 0 | 39 | 4  | +35 | 4 |
| 2.   | Rakousko | 2 | 1 | 0 | 1 | 9  | 13 | -4  | 2 |
| 3.   | Itálie   | 2 | 0 | 0 | 2 | 2  | 33 | -31 | 0 |

| 25. srpna 2021 13:00 | Itálie | 0 : 28 (0:7, 0:12, 0:9) | Polsko | Sportovní hala Vodova (stará), Brno Návštěvnost: 142 |  |

| Zpráva |

| 26. srpna 2021 10:00 | Polsko | 11 : 4 (1:1, 5:0, 5:3) | Rakousko | Sportovní hala Vodova (stará), Brno Návštěvnost: 151 |  |

| Zpráva |

| 27. srpna 2021 10:00 | Rakousko | 5 : 2 (1:0, 1:1, 3:1) | Itálie | Sportovní hala Vodova (stará), Brno Návštěvnost: 75 |  |

| Zpráva |

## Závěrečná část

### Pavouk
Hrály první dva týmy ze skupin A a B.
|  | Semifinále | Semifinále | Semifinále |  |  | Finále      | Finále      | Finále      |
|  |            |            |            |  |  |             |             |             |
|  | 1A         | Finsko     | 3          |  |  |             |             |             |
|  | 2B         | Švýcarsko  | 1          |  |  |             |             |             |
|  |            |            |            |  |  |             | Finsko      | 3           |
|  |            |            |            |  |  |             | Česko       | 4           |
|  | 1B         | Švédsko    | 4          |  |  |             |             |             |
|  | 2A         | Česko      | 5          |  |  | Třetí místo | Třetí místo | Třetí místo |
|  |            |            |            |  |  |             | Švýcarsko   | 6           |
|  |            |            |            |  |  |             | Švédsko     | 7           |

### Semifinále
| 28. srpna 2021 14:30 | Švédsko | 4 : 5 pn (1:4, 1:0, 2:0, 0:0) | Česko | Sportovní hala Vodova, Brno Návštěvnost: 1077 |  |

| Zpráva |

| 28. srpna 2021 17:40 | Finsko | 3 : 1 (1:0, 1:0, 1:1) | Švýcarsko | Sportovní hala Vodova, Brno Návštěvnost: 380 |  |

| Zpráva |

### Finále
| 29. srpna 2021 16:00 | Finsko | 3 : 4 (2:0, 0:1, 1:3) | Česko | Sportovní hala Vodova, Brno Návštěvnost: 2261 |  |

| Zpráva |

### O 3. místo
| 29. srpna 2021 13:00 | Švýcarsko | 6 : 7 (4:2, 2:2, 0:3) | Švédsko | Sportovní hala Vodova, Brno Návštěvnost: 896 |  |

| Zpráva |

### O 5. místo
Hrály třetí týmy ze skupin A a B.
| 28. srpna 2021 11:30 | Lotyšsko | 8 : 1 (1:0, 4:1, 3:0) | Německo | Sportovní hala Vodova, Brno Návštěvnost: 310 |  |

| Zpráva |

### O 7. až 10. místo
Hrály poslední týmy skupin A a B a první týmy skupin C a D.
|  | Play-off 1 a 2 | Play-off 1 a 2 | Play-off 1 a 2 |  |  | O 7. místo | O 7. místo | O 7. místo |
|  |                |                |                |  |  |            |            |            |
|  | 4A             | Slovensko      | 13             |  |  |            |            |            |
|  | 1C             | Estonsko       | 0              |  |  |            |            |            |
|  |                |                |                |  |  |            | Slovensko  | 6          |
|  |                |                |                |  |  |            | Polsko     | 4          |
|  | 4B             | Dánsko         | 3              |  |  |            |            |            |
|  | 1D             | Polsko         | 10             |  |  | O 9. místo | O 9. místo | O 9. místo |
|  |                |                |                |  |  |            | Estonsko   | 3          |
|  |                |                |                |  |  |            | Dánsko     | 6          |

| 28. srpna 2021 10:00 | Slovensko | 13 : 0 (3:0, 2:0, 8:0) | Estonsko | Sportovní hala Vodova (stará), Brno Návštěvnost: 92 |  |

| Zpráva |

| 28. srpna 2021 13:00 | Dánsko | 3 : 10 (0:2, 0:2, 3:6) | Polsko | Sportovní hala Vodova (stará), Brno Návštěvnost: 129 |  |

| Zpráva |

### O 7. místo
| 29. srpna 2021 10:00 | Slovensko | 6 : 4 (4:2, 1:1, 1:1) | Polsko | Sportovní hala Vodova, Brno Návštěvnost: 285 |  |

| Zpráva |

### O 9. místo
| 29. srpna 2021 12:30 | Estonsko | 3 : 6 (0:3, 0:2, 3:1) | Dánsko | Sportovní hala Vodova (stará), Brno Návštěvnost: 43 |  |

| Zpráva |

### O 11. místo
Hrály druhé týmy skupin C a D.
| 28. srpna 2021 19:00 | Rakousko | 6 : 7 pn (5:0, 1:0, 0:6, 0:0) | Slovinsko | Sportovní hala Vodova (stará), Brno Návštěvnost: 82 |  |

| Zpráva |

### O 13. až 15. místo
Hrály třetí tým skupiny D a třetí a čtvrtý tým skupiny C systémem každý s každým. Vzájemný zápas týmů ze základní skupiny C se započítal.
| Poř. | Tým           | Z | V | R | P | VG | IG | +/- | B |
| ---- | ------------- | - | - | - | - | -- | -- | --- | - |
| 13.  | Belgie (3C)   | 2 | 2 | 0 | 0 | 23 | 7  | +16 | 4 |
| 14.  | Maďarsko (4C) | 2 | 1 | 0 | 1 | 20 | 11 | +9  | 2 |
| 15.  | Itálie (3D)   | 2 | 0 | 0 | 2 | 6  | 31 | -25 | 0 |

| 26. srpna 2021 13:00 | Maďarsko | 5 : 7 (1:1, 1:0, 3:6) | Belgie | Sportovní hala Vodova (stará), Brno Návštěvnost: 103 |  |

| Zpráva |

| 28. srpna 2021 16:00 | Itálie | 4 : 15 (1:4, 2:6, 1:5) | Maďarsko | Sportovní hala Vodova (stará), Brno Návštěvnost: 78 |  |

| Zpráva |

| 29. srpna 2021 9:30 | Belgie | 16 : 2 (3:0, 6:1, 7:1) | Itálie | Sportovní hala Vodova (stará), Brno Návštěvnost: 44 |  |

| Zpráva |

## Konečné pořadí
| Pořadí           | Tým       |
| ---------------- | --------- |
| Zlatá medaile    | Česko     |
| Stříbrná medaile | Finsko    |
| Bronzová medaile | Švédsko   |
| 4.               | Švýcarsko |
| 5.               | Lotyšsko  |
| 6.               | Německo   |
| 7.               | Slovensko |
| 8.               | Polsko    |
| 9.               | Dánsko    |
| 10.              | Estonsko  |
| 11.              | Slovinsko |
| 12.              | Rakousko  |
| 13.              | Belgie    |
| 14.              | Maďarsko  |
| 15.              | Itálie    |

## All Star tým
Členy All Star týmu se stali:
Brankář:  Tomáš Jurco
Obránci:  Hannes Nyström,  Mattias Lövenfors
Útočníci:  Filip Forman,  Alpo Laitila,  Matěj Pěnička